# Eneloop

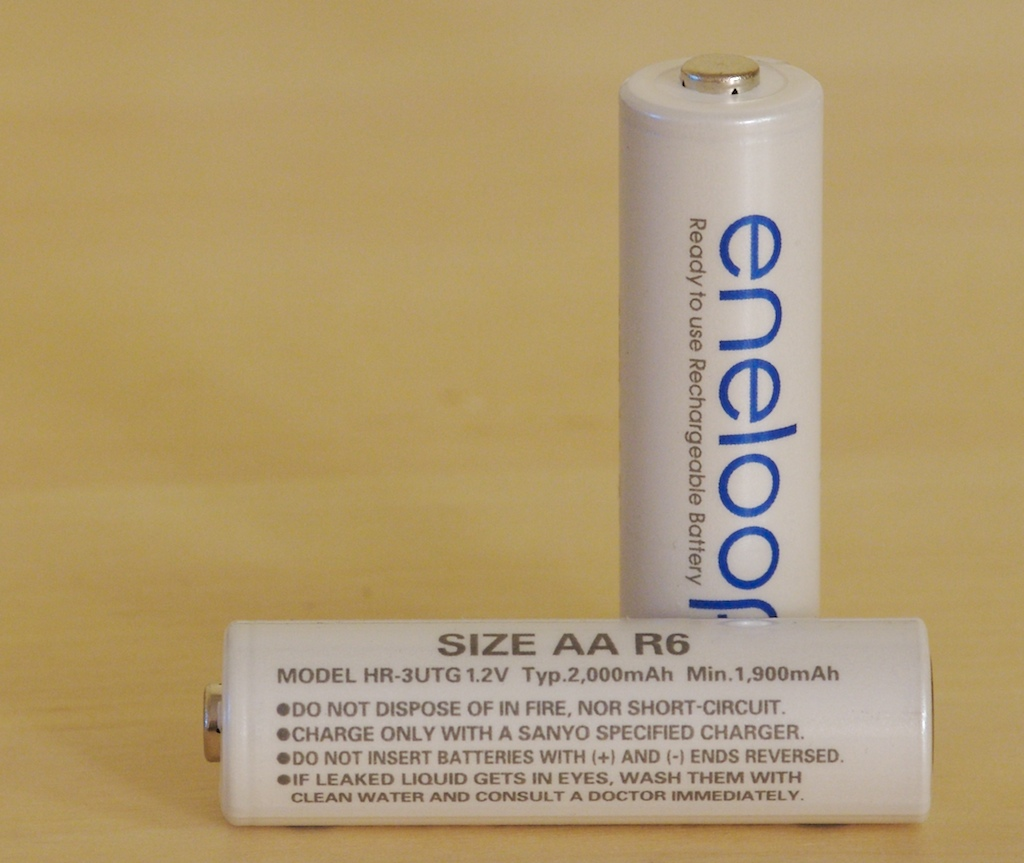
Акумулятори «Eneloop» розмірів АА.

Eneloop — торгова марка нікель-метал-гідридних електричних акумуляторів і супутніх пристроїв. Вперше представлена на ринку компанією компанії Sanyo в листопаді 2005 року. Акумулятори вироблялись в Японії на заводі FDK. В 2009 році виробництво акумуляторів та зарядних пристроїв Eneloop було придбано компанією Panasonic. Eneloop відносяться до покоління LSD-акумуляторів (low self-discharge NiMH, акумулятори з низьким рівнем саморозряду), при зберіганні в зарядженому стані вони втрачають заряд значно повільніше, ніж Ni-MH акумулятори попереднього покоління: Eneloop втрачають всього 10% заряду протягом першого року зберігання, а традиційні Ni-MH акумулятори після припинення зарядки втрачають 20% протягом першої доби і 1-4% кожну наступну добу. Акумулятори Eneloop продаються попередньо зарядженими і можуть використовуватися відразу після покупки. Попереднє покоління акумуляторів під час зберігання втрачало заряд настільки швидко, що їх було неможливо продавати зарядженими. При правильному використанні протягом життєвого циклу акумулятори eneloop дозволяють замінити дуже велику кількість лужних (алкалайнових/alkaline) батарейок. На заводах Panasonic Energy впроваджено систему зниження викидів діоксиду вуглецю Eco-friendly Processes, а первинний заряд акумуляторів Eneloop  на виробництві відбувається енергією, що отримано з сонячних батарей. Це дозволяє компанії Panasonic рекламувати Eneloop як екологічний товар.